# Renault Oroch
Renault Oroch (до 2022 року Renault Duster Oroch) — це 4-х дверний пікап, вироблений французьким виробником Renault для південноамериканського ринку, що реалізується з вересня 2015 року. Він має чотири двері, місце для п’яти пасажирів, 680 кг (1 499 фунт) вантажопідйомність і 683 літри (150 англ. гал.; 180 гал. США) об'єму позаду кабіни.

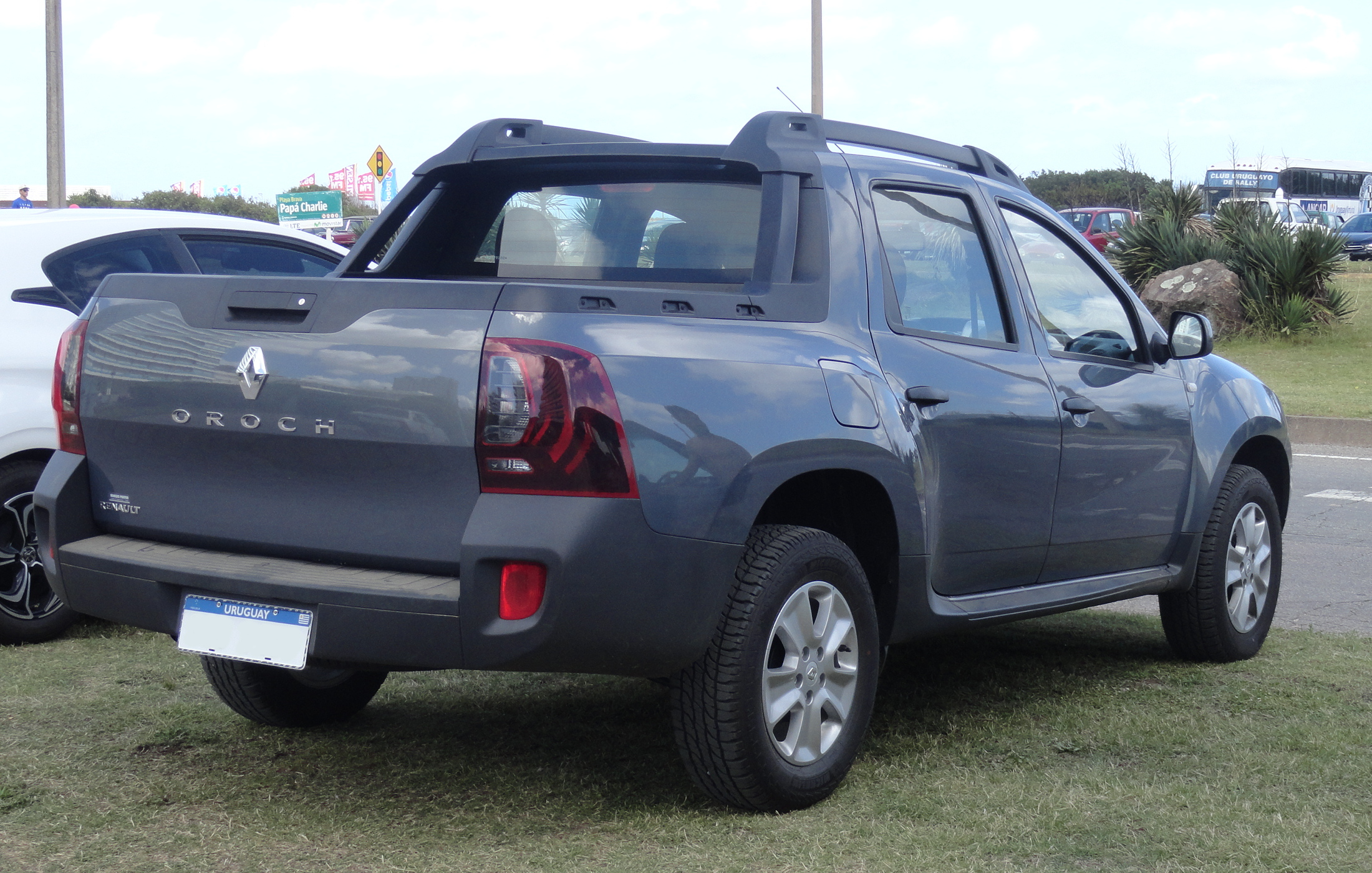
Renault Duster Oroch ззаду

Він базується на позашляховику Renault/Dacia Duster, колісна база якого збільшена на 155 міліметрів (6,1 дюйм), а загальна довжина подовжена до 4,70 метра (15,4 фут). Це перший пікап під значкоом Renault, і він створює новий клас розмірів для пікапів в лінійці розмірів, простору та кількісті дверей.

## Огляд

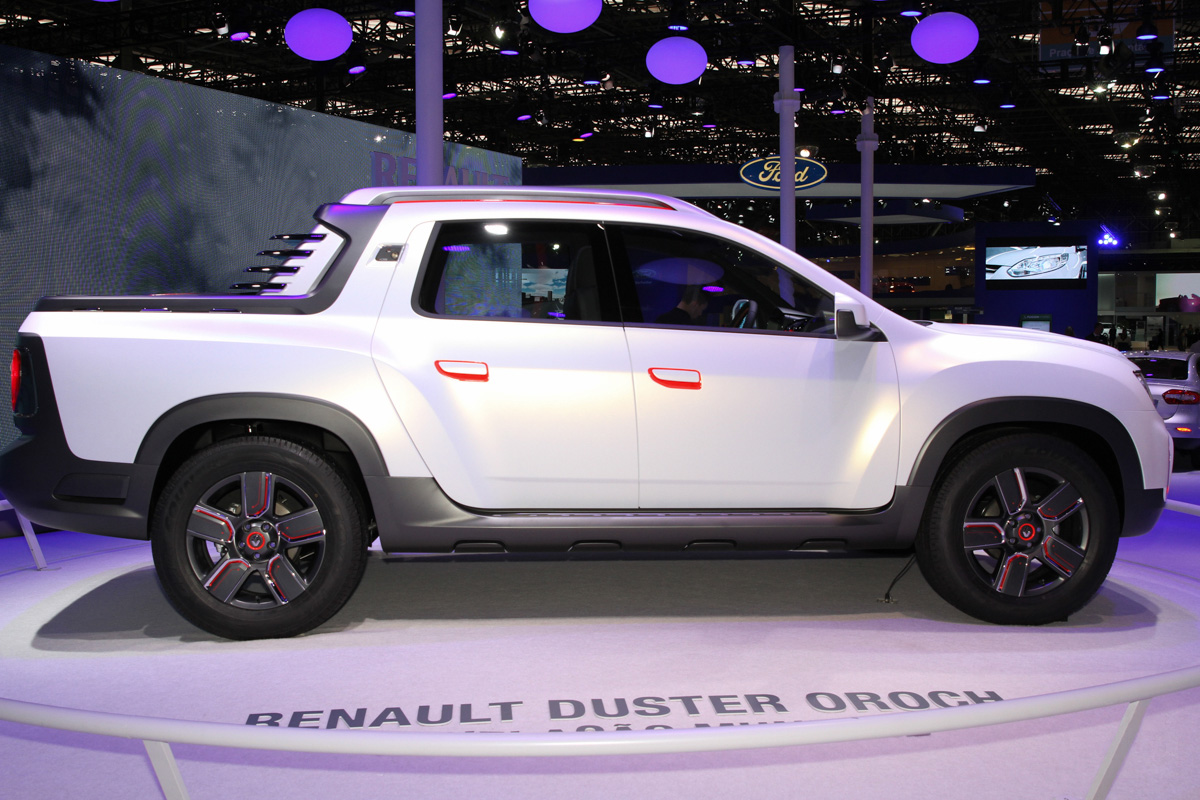
Концепт Duster Oroch на автосалоні в Сан-Паулу 2014

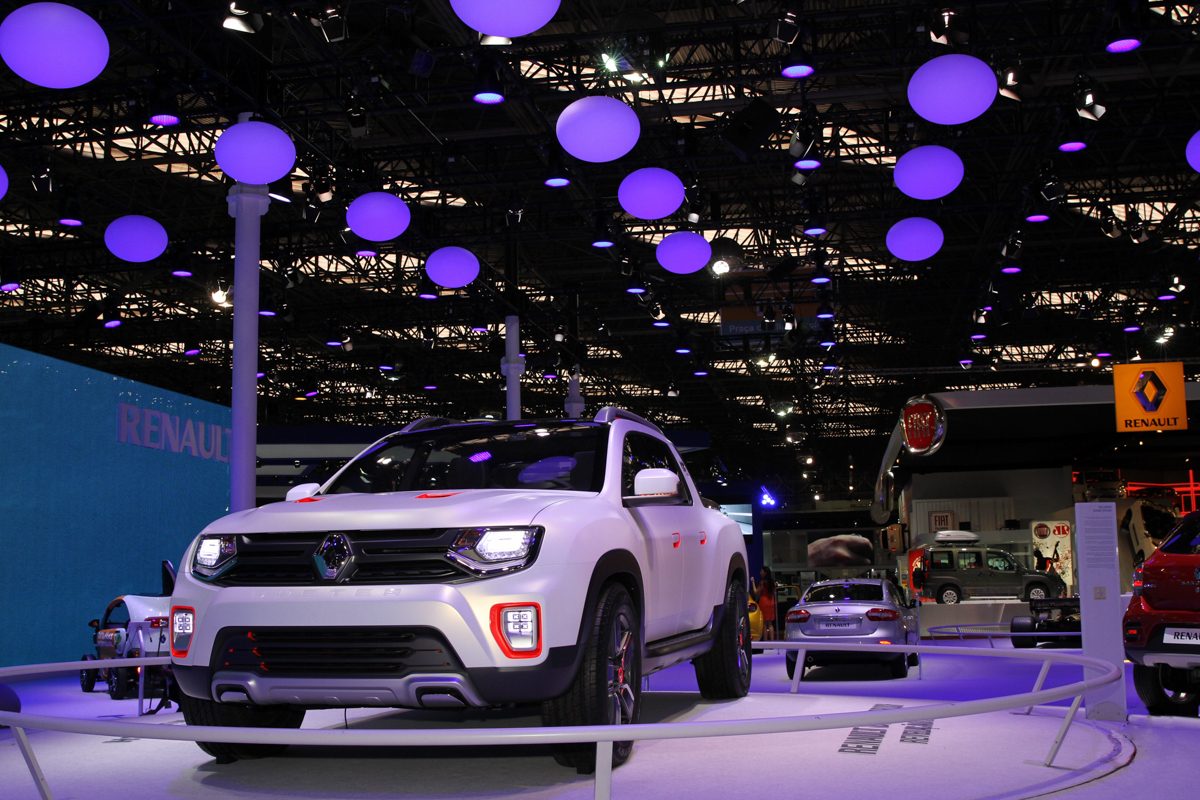
Концепт Duster Oroch в Сан-Паулу 2014 (вид спереду)

Renault Duster Oroch був розроблений Technocentre Renault у Франції та студією Renault Design América Latina у Сан-Паулу, Бразилія. 
Концептуальний автомобіль Renault Duster Oroch concept був презентований на автосалоні в Сан-Паулу 2014 року. Renault Duster Oroch був офіційно представлений на автосалоні в Буенос-Айресі 2015 року і продається з вересня 2015 року в Південній Америці.
Повідомляється, що його розміри становлять 1,175 метра (3 фут 10 дюйм) шириною і 1,350 метра (4 фут 5 дюйм) довжини, і має ємність 683 літри (24,1 фут3). 
Автомобіль оснащується або 1,6-літровий, або 2,0-літровий бензиновий двигун, поєднаний з 5-ступінчастою або 6-ступінчастою коробкою передач відповідно. Версія з автоматичною коробкою передач з'явилася на ринку в 2016 році.
У квітні 2022 року Oroch отримав оновлення (оновлений дизайн екстер’єру та інтер’єру, нове обладнання безпеки, нова інформаційно-розважальна система). Він оснащується 1,6-літровим двигуном потужністю 118 к.с. або новим 1,3-літровим двигуном з турбонаддувом потужністю 170 к.с. 

## Нагороди
Renault Duster Oroch отримав кілька нагород "Найкращий пікап року" у 2016 році: від Revista Autoesporte, Car and Drivers Brasil "CAR Magazin", та 10Best. 